# Józefów (gmina Kampinos)
Józefów – wieś w Polsce położona w województwie mazowieckim, w powiecie warszawskim zachodnim, w gminie Kampinos. Ma status sołectwa.
| SIMC    | Nazwa | Rodzaj    |
| ------- | ----- | --------- |
| 1058540 | Narty | część wsi |

W latach 1975–1998 miejscowość należała administracyjnie do województwa warszawskiego.
W latach 1940–1941 funkcjonował w leżących na północ od Józefowa Nartach niemiecki obóz pracy przymusowej dla Żydów z Warszawy, w którym uwięziony był m.in. Icchak Cukierman. W dniu 7 września 2012 r. odsłonięto głaz upamiętniający ofiary obozu. W uroczystościach wziął udział Wojewoda Mazowiecki Jacek Kozłowski, Naczelny Rabin Polski Michael Schudrich, proboszcz kampinoskiej parafii Jan Sudoł i franciszkanie z Niepokalanowa.